# 阎锡蕴
阎锡蕴（1957年2月—），女，河南开封人，中國纳米生物学家，中国科学院生物物理研究所研究员、蛋白质与多肽重点实验室主任，中国科学院院士。

## 生平
1983年毕业于河南医学院（今郑州大学医学部）。1993年获德国海德堡大学医学博士学位。
2015年当选中国科学院生命科学和医学学部院士。2018年1月，当选第十三届全国政协委员。